# Нецветаева, Екатерина Сергеевна
Екатери́на Серге́евна Нецвета́ева (бел. Кацярына Сяргееўна Нецвятаева; род. 26 июня 1989) — белорусская легкоатлетка, специалистка по многоборьям. Выступала за сборную Белоруссии по лёгкой атлетике в 2008—2018 годах, победительница и призёрка первенств национального значения, участница чемпионата мира в Москве. Мастер спорта Республики Беларусь международного класса.

## Биография
Екатерина Нецветаева родилась 28 июня 1989 года. Проходила подготовку в городе Жлобине Гомельской области.
Впервые заявила о себе в лёгкой атлетике на международном уровне в сезоне 2008 года, когда вошла в состав белорусской национальной сборной и выступила на юниорском мировом первенстве в Быдгоще, где в зачёте семиборья с результатом в 5366 очков заняла итоговое 12-е место.
В 2013 году в пятиборье была 11-й на чемпионате Европы в помещении в Гётеборге (4092), тогда как в семиборье закрыла десятку сильнейших на Кубке Европы в Таллине (5884) и показала 22-й результат на чемпионате мира в Москве (5902).
В 2014 году с личным рекордом в 6121 очко одержала победу на чемпионате Белоруссии в Гродно, стала девятой на Кубке Европы в Торуне (5723) и 17-й на чемпионате Европы в Цюрихе (5970).
В 2015 году в пятиборье заняла 12-е место на чемпионате Европы в помещении в Праге (4414), в семиборье была восьмой в личном зачёте на Кубке Европы в Обане (5783).
На чемпионате Европы в Амстердаме набрала 6021 очко и заняла итоговое девятое место. Выполнила квалификационный норматив для участия в летних Олимпийских играх в Рио-де-Жанейро, но в Играх участия не принимала.
В 2017 году заняла 25-е место на турнире Hypo-Meeting (5634) и 22-е место на командном чемпионате Европы по легкоатлетическим многоборьям в Таллине (5113).
Завершила спортивную карьеру по окончании сезона 2018 года.